# 페델름 니크로하크
페델름 니크로하크(아일랜드어: Fedelm Noíchrothach) 또는 페델름 니크리데(아일랜드어: Fedelm Noíchride)는 아일랜드 신화 얼스터 대계의 울라 왕 콘코바르 막 네사의 딸이다.
그녀는 타라의 왕 카르브레 니어 페르와 결혼했으나 그에게 충실하지 못하고 외도를 했다. 쿠얼러의 소몰이 도입부에서는 사촌인 쿠 훌린과 밀회하고, 나중에는 아예 카르브레를 버리고 코날 케르나크에게 가 버린다.